# Джейн Марч
Джейн Марч Горвуд (англ. Jane March, Jane March Horwood, 20 березня 1973, Лондон, Велика Британія) — британська кіноакторка. 

## Біографія
У батьків Джейн було зовсім різне родове коріння: у батька, шкільного вчителя, — англійське та іспанське, а у матері — китайське та в'єтнамське. В 14 років Джейн виграла конкурс моделей і отримала професійний контракт. Роком пізніше дебютувала і в кіно. 
У 18 років режисер Жан-Жак Анно запросив Джейн Марч на головну роль у драматичному фільмі «Коханець», після якого акторка стала знаменитою. У картині також були задіяні актори Тоні Леунг, Фредеріка Майнінгер і Арно Джованенетті. У 1994 році Марч з'явилася в фільмі «Колір ночі» — американському психологічному трилері з участю Брюса Вілліса, що грає психіатра, який втратив свою клієнтку. 
Нове століття принесло Джейн Марч роль у містичному трилері «Князь Дракула», де її колегами стали актори Рудольф Мартін, Крістофер Бренд і Пітер Веллер. Дія фільму відбувалася в 1431 році, коли в Трансильванії на світ з'явився легендарний Влад Цепеш. 
Марч грала також у пригодницькому фільмі 2003 року «Легенда про звіра» Девіда Листера з Вільямом Грегорі Лі. 
Наступним масштабним проєктом в кіно була драма Ренцо Мартінеллі «Торговець каменями» з Гарві Кейтлі та Горді Молья. 
Фентезі «Битва монстрів» на екрани вийшло в 2010 році. Автором сценарію був Лоуренс Кездан, режисером — Луї Летерье. Марч працювала з Семом Вортінгтоном, Ліамом Нісоном і Рейфом Файнзом.

## Особисте життя
Джейн Марч кілька років була одружена з продюсером «Кольору ночі» Кармайном Заззорою.